# Ioana Olteanu

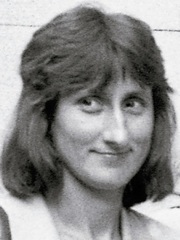
Ioana Olteanu im Jahr 1992

Ioana Olteanu (* 25. Februar 1966 in Drăcșenei, Kreis Teleorman) ist eine ehemalige rumänische Ruderin. Mit zwei olympischen Goldmedaillen und einer Silbermedaille gehört sie zu den erfolgreichsten Ruderinnen.
Bei den Olympischen Spielen 1992 gewann der rumänische Achter Silber hinter dem Boot aus Kanada. In den nächsten drei Jahren gewann sie mit dem rumänischen Achter einen kompletten Medaillensatz, auf Gold 1993 und Bronze 1994 folgte Silber 1995. Bei den Olympischen Spielen 1996 gewann Olteanu mit dem Achter die Goldmedaille. In den folgenden Jahren blieb der rumänische Achter mit Olteanu bei Großereignissen ungeschlagen, der Achter gewann von 1997 bis 1999 drei Weltmeistertitel in Folge. 2000 erhielt Olteanu bei den Olympischen Spielen in Sydney ihre zweite olympische Goldmedaille.